# Темплвил (Мериленд)
Темплвил (енгл. Templeville) град је у америчкој савезној држави Мериленд.

## Демографија
По попису из 2010. године број становника је 138, што је 58 (72,5%) становника више него 2000. године.
| Група             | 2000.      | 2010.      |
| Белци             | 62 (77,5%) | 54 (39,1%) |
| Афроамериканци    | 4 (5,0%)   | 0 (0,0%)   |
| Азијати           | 7 (8,8%)   | 0 (0,0%)   |
| Хиспаноамериканци | 4 (5,0%)   | 83 (60,1%) |
| Укупно            | 80         | 138        |